# نويل مالكوم
نويل مالكوم (بالإنجليزية: Noel Malcolm)‏ هو صحفي ومؤرخ وسياسي بريطاني، ولد في 26 ديسمبر 1956 في المملكة المتحدة.